# Jenilu
Jenilu is een bestuurslaag in het regentschap Belu van de provincie Oost-Nusa Tenggara, Indonesië. Jenilu telt 2477 inwoners (volkstelling 2010).